# 2-Heptanol
A 2-heptanol szerves vegyület, egyenes szénláncú szekunder alkohol. Képlete  C7H16O.
Királis vegyület, R- és S-enantiomerje létezik.

## Fordítás
Ez a szócikk részben vagy egészben  a(z)   2-Heptanol című angol Wikipédia-szócikk ezen változatának fordításán alapul.  Az eredeti cikk szerkesztőit annak laptörténete sorolja fel. Ez a jelzés csupán a megfogalmazás eredetét és a szerzői jogokat jelzi, nem szolgál a cikkben szereplő információk forrásmegjelöléseként.